# پادشاه مینه
پادشاه مینه (حکومت: از ۸۳۸ میلادی تا ۸۳۹ میلادی) (هانگول: 민애왕) (هانجا: 閔哀王) چهل و چهارمین پادشاه شیلا بود.